# Philippe Gaucher
Philippe Charles Ernest Gaucher  (Champlemy, 26 de julio de 1854-París, 25 de enero de 1918) fue un médico francés que realizó la primera descripción de la enfermedad que en su honor se denomina enfermedad de Gaucher.

## Biografía
Finalizó sus estudios de medicina en 1882. Durante la preparación de su tesis doctoral, realizó la autopsia de una paciente de 32 años que había fallecido tras presentar un aumento considerable del tamaño de su bazo, publicando la tesis doctoral con el título De l'épithélioma primitif de la rate. Hypertrophie idiopathique de la rate sans leucémie (hipertrofia idiopática del bazo sin leucemia). De la descripción de este caso, se individualizó la enfermedad de Gaucher como entidad específica, aunque hasta mucho después no se entendió el origen bioquímico del trastorno y se incluyó dentro de las enfermedades por depósito lisosomal. 
A lo largo de su vida impartió clases sobre diferentes materias,  entre ellas histología, dermatología y enfermedades de la infancia. En 1892 recibió el nombramiento de  jefe de laboratorio en la Charite, institución en la que impartía enseñanzas de anatomía patológica y microbiología.
Publicó numerosos artículos médicos sobre la sífilis, también impartió cursos sobre esta enfermedad y fundó la revista Annales des Maladies Vénériennes. Fue miembro de varias sociedades científicas, entre ellas la Société anatomique, la Société de médecine tropicale, y la Association française pour l'étude du cancer.